# Sellnickochthonius immaculatus
Sellnickochthonius immaculatus is een mijtensoort uit de familie van de Brachychthoniidae. De wetenschappelijke naam van de soort is voor het eerst geldig gepubliceerd in 1942 door Forsslund.